# Tucan Manager
Tucan Manager é um software gerenciador de downloads e uploads para serviços de hospedagem de arquivos no estilo "clique-único".

## Descrição
O Tucan manager é escrito puramente em Python e lançado sob a licença. Ele permita gerenciar downloads para serviços de hospedagem como Megaupload, RapidShare, FileFactory e muitos outros sítios. Ele fornece reconhecimento de CAPTCHAs, utilizando o software Tesseract.